# Baia di San Francisco
La baia di San Francisco è un estuario poco profondo in cui sfociano importanti fiumi della California, per gettarsi poi nell'Oceano Pacifico; tra i fiumi ci sono il Sacramento e il San Joaquín oltre ad altri corsi d'acqua provenienti dalle montagne della Sierra Nevada. Tecnicamente il Sacramento sfocia nella baia di Suisun, che attraverso lo stretto di Carquinez si collega alla baia di San Pablo al cui imbocco incontra il fiume Napa; quest'ultima baia a sua volta nella sua estremità meridionale si apre nella baia di San Francisco. 
Tuttavia è uso riferirsi all'insieme di tutte queste baie interconnesse con il nome di "baia di San Francisco". La baia è situata nello Stato della California degli Stati Uniti d'America, circondata da una ricca e popolosa regione conosciuta come San Francisco Bay Area, dominata dalle grandi città di San Francisco, Oakland e San Jose.

## Geografia fisica
La baia copre una superficie stimata tra i 1.040 e i 4.160 km², a seconda che siano o meno inclusi nelle misurazioni i golfi minori e secondari (come la baia di San Pablo), gli estuari, le lagune e le paludi. La parte principale si estende longitudinalmente da 5 a 20 km e per circa 90 km da nord a sud. La misura precisa dell'area è complicata dalla graduale bonifica delle zone paludose, attuata fin dalla metà dell'Ottocento, di almeno un terzo della baia. Recentemente, inoltre, alcune di queste aree sono state ripristinate.

## Storia
Il primo europeo a raggiungere la baia di San Francisco, il 4 novembre 1769, fu l'esploratore spagnolo Gaspar de Portolá, che, non riuscendo raggiungere il porto di Monterey, ormeggiò nei pressi dell'odierna cittadina di Pacifica. Una spedizione di 63 uomini dell'equipaggio si portò nella località di Sweeney Ridge a 366 metri s.l.m. da dove scoprirono la baia. Sweeney Ridge è oggi compreso nel Golden Gate National Recreation Area e il sito della scoperta è segnalato da un monumento.
Invece il primo europeo ad entrare nella baia, attraverso il Golden Gate, il 5 agosto 1775, fu l'esploratore spagnolo Juan de Ayala, che con la sua nave San Carlos, ormeggiò in una baia di Angel Island chiamata, appunto, Ayala Cove.
Questa famosa baia fu il centro dell'insediamento americano nel Far West durante il XIX secolo. Gli americani cercarono invano di comprare questo eccellente porto naturale sul Pacifico dal Messico, finché non la conquistarono durante la guerra messico-statunitense del 1846-1848.

I ponti della baia: (1) Richmond-San Rafael Bridge, (2) Golden Gate Bridge, (3) San Francisco-Oakland Bay Bridge, (4) San Mateo-Hayward Bridge, (5) Dumbarton Bridge, (6) Carquinez Bridge, (7) Benicia-Martinez Bridge, (8) Antioch Bridge

Durante la corsa all'oro californiana degli anni cinquanta del XIX secolo, la baia di San Francisco divenne in breve tempo il porto marittimo più grande del mondo, primato che mantenne fino alla fine del XIX secolo. L'importanza della regione si accrebbe quando dapprima Alameda e due mesi dopo Oakland, divennero il capolinea occidentale della ferrovia transcontinentale nel 1869. Oggi la baia continua a ospitare una delle aree più industrializzate e popolate degli Stati Uniti, come seconda più grande area urbana del West con circa 8 milioni di residenti.
La baia contiene otto ponti che attraversano la baia principale e le baie interne.